# Куинтано
Куинта́но (итал. Quintano) — коммуна в Италии, располагается в регионе Ломбардия, в провинции Кремона.
Население составляет 901 человек (2008 г.), плотность населения составляет 450 чел./км². Занимает площадь 2 км². Почтовый индекс — 26017. Телефонный код — 0373.
Покровителями населённого пункта считаются святые апостолы Пётр и Павел.

## Демография
Динамика населения:

## Администрация коммуны
- Официальный сайт: http://www.comune.quintano.cr.it/